# Radovan Štec
Radovan Štec (23 febbraio 2004) è un pistard e ciclista su strada ceco che corre per il team Tufo-Pardus Prostějov.

## Palmarès

### Pista
- 2021

Campionati del mondo, Omnium Junior
- 2022

Campionati del mondo, Americana Junior (con Milan Kadlec)

## Piazzamenti

### Competizioni mondiali
- Campionati del mondo su pista

Il Cairo 2021 - Corsa a punti Junior: 2º
Il Cairo 2021 - Omnium Junior: vincitore
Il Cairo 2021 - Americana Junior: 2º
Tel Aviv 2022 - Omnium Junior: 13º
Tel Aviv 2022 - Americana Junior: vincitore

### Competizioni continentali
- Campionati europei su pista

Apeldoorn 2021 - Inseguimento a squadre Junior: 9º
Apeldoorn 2021 - Inseguimento individuale Junior: 26º
Anadia 2022 - Omnium Junior: 10º
Grenchen 2023 - Scratch: ritirato
Grenchen 2023 - Americana: ritirato
Anadia 2023 - Omnium Under-23: 18º
Anadia 2023 - Americana Under-23: 10º
Apeldoorn 2024 - Omnium: 14º